# Oksana Kiselyova
Oksana Kiselyova (Baku, 30 maggio 1992) è una pallavolista azera.
Gioca nel ruolo di libero nella Lokomotiv Bakı Voleybol Klubu.

## Carriera
La carriera di Oksana Kiselyova inizia nella stagione 2006-07, quando debutta nella Superliqa azera con la maglia dell'Azərreyl Voleybol Klubu: resta legata al club per cinque annate, vincendo due scudetti; nel 2011, inoltre, dopo aver fatto parte delle selezioni giovanili azere, fa il suo debutto in nazionale maggiore in occasione del campionato europeo.
Nella stagione 2011-12 gioca nell'Azəryolservis Voleybol Klubu, mentre nella stagione seguente veste la maglia dell'Azəryol Voleybol Klubu. Dopo aver fatto ritorno all'Azərreyl Voleybol Klubu nel campionato 2013-2014, nel campionato successivo viene ingaggiata dalla Lokomotiv Bakı Voleybol Klubu; con la nazionale vince la medaglia d'oro all'European League 2016.

## Palmarès

### Club
- Campionato azero: 2

2006-07, 2007-08

### Nazionale (competizioni minori)
- European League 2016